# Liste der Bodendenkmale in Ronnenberg
In der Liste der Bodendenkmale in Ronnenberg sind die Bodendenkmale der niedersächsischen Gemeinde Ronnenberg aufgeführt. Die Quelle ist der Denkmalatlas Niedersachsen. 

Ronnenberg in der Region Hannover

Der Stand der Liste ist der 20. Januar 2025.

## Allgemein
In den Spalten finden sich folgende Informationen des Bodendenkmales:
| Lage         | geographische Koordinaten                                                           |
| Bezeichnung  | Bezeichnung lt. Denkmalatlas                                                        |
| Beschreibung | Beschreibung lt. Denkmalatlas                                                       |
| ID           | Objekt-ID                                                                           |
| Bild         | Bild, ggf. zusätzlich mit Link zu weiteren Fotos im Medienarchiv Wikimedia Commons. |

## Benthe

### Benthe 1
- ID:28971634
- 28 Grabhügel, Dm. 10 – 20 m; H. 0,35 – 1,80 m. 1854, 1923 und 1928 wurden an vier Hügeln Ausgrabungen vorgenommen die u. a. Bronzefunde ergaben, die die Hügelgruppe in die ältere bis mittlere Bronzezeit datieren. Über die Hälfte weist mehr oder weniger deutliche Spuren von Eingrabungen auf, die die Tätigkeit von Raubgräbern verraten. Trotz dieser Beschädigung stellt das Gräberfeld in seiner Geschlossenheit doch noch ein beeindruckendes Kulturdenkmal dar.

| Lage                        | Bezeichnung | Beschreibung                                                                          | ID       | Bild |
| --------------------------- | ----------- | ------------------------------------------------------------------------------------- | -------- | ---- |
| 52° 21′ 4″ N, 9° 38′ 13″ O  | Benthe 1    | Durchmesser ca. 10 m und Höhe ca. 0,5 m.                                              | 28972969 |      |
| 52° 21′ 5″ N, 9° 38′ 12″ O  | Benthe 2    | Durchmesser ca. 20 m und Höhe ca. 1 m. Stark gekappt. Alte zugewachsene Eingrabungen. | 28972970 |      |
| 52° 21′ 5″ N, 9° 38′ 12″ O  | Benthe 3    | Durchmesser ca. 14 m und Höhe ca. 1 m. Anzeichen eines alten Kopfstiches.             | 28972972 | BW   |
| 52° 21′ 5″ N, 9° 38′ 8″ O   | Benthe 4    | Durchmesser ca. 18 m und Höhe ca. 1,2 m. Zugewachsener Kopfstich.                     | 28972971 | BW   |
| 52° 21′ 4″ N, 9° 38′ 7″ O   | Benthe 5    | Durchmesser ca. 12 m und Höhe ca. 1 m.                                                | 28972973 | BW   |
| 52° 21′ 5″ N, 9° 38′ 5″ O   | Benthe 6    | Durchmesser ca. 14 m und Höhe ca. 1 m. Alte zugewachsene Eingrabungen.                | 28972974 | BW   |
| 52° 21′ 4″ N, 9° 38′ 4″ O   | Benthe 7    | Durchmesser ca. 18 m und Höhe ca. 1,8 m. Alte zugewachsene Eingrabungen.              | 28972975 | BW   |
| 52° 21′ 3″ N, 9° 38′ 5″ O   | Benthe 8    | Durchmesser ca. 13 m und Höhe ca. 1,4 m. Alte zugewachsene Eingrabungen.              | 28972976 | BW   |
| 52° 21′ 4″ N, 9° 38′ 3″ O   | Benthe 9    | Durchmesser ca. 12 m und Höhe ca. 0,35 m. Stark verflacht bzw. beschädigt.            | 28972979 | BW   |
| 52° 21′ 2″ N, 9° 38′ 4″ O   | Benthe 10   | Durchmesser ca. 15 m und Höhe ca. 1,2 m.                                              | 28972981 | BW   |
| 52° 21′ 1″ N, 9° 38′ 1″ O   | Benthe 11   | Durchmesser ca. 16 m und Höhe ca. 1,2 m. Kuppe verflacht. Zugewachsener Kopfstich.    | 28972982 | BW   |
| 52° 21′ 1″ N, 9° 38′ 3″ O   | Benthe 12   | Durchmesser ca. 12 m und Höhe ca. 1,1 m.                                              | 28972980 | BW   |
| 52° 21′ 1″ N, 9° 38′ 5″ O   | Benthe 13   | Durchmesser ca. 14 m und Höhe ca. 1,8 m.                                              | 28972984 | BW   |
| 52° 21′ 0″ N, 9° 38′ 6″ O   | Benthe 14   | Durchmesser ca. 10 m und Höhe ca. 0,4 m.                                              | 28972978 | BW   |
| 52° 21′ 1″ N, 9° 38′ 7″ O   | Benthe 15   | Durchmesser ca. 14 m und Höhe ca. 0,9 m.                                              | 28972988 | BW   |
| 52° 21′ 1″ N, 9° 38′ 7″ O   | Benthe 16   | Durchmesser ca. 13 m und Höhe ca. 0,6 m.                                              | 28972986 | BW   |
| 52° 21′ 2″ N, 9° 38′ 8″ O   | Benthe 17   | Durchmesser ca. 12 m und Höhe ca. 0,6 m.                                              | 28971624 | BW   |
| 52° 21′ 3″ N, 9° 38′ 10″ O  | Benthe 18   | Durchmesser ca. 14 m und Höhe ca. 1,1 m. Resthügel. Stark zerwühlt.                   | 28971625 |      |
| 52° 21′ 3″ N, 9° 38′ 11″ O  | Benthe 19   | Durchmesser ca. 12 m und Höhe ca. 0,8 m. Zugewachsener Kopfstich.                     | 28971626 |      |
| 52° 21′ 4″ N, 9° 38′ 11″ O  | Benthe 20   | Durchmesser ca. 12 m und Höhe ca. 0,8 m. Jüngerer Kopfstich.                          | 28971518 |      |
| 52° 21′ 4″ N, 9° 38′ 10″ O  | Benthe 21   | Durchmesser ca. 12 m und Höhe ca. 0,7 m.                                              | 28971628 | BW   |
| 52° 21′ 3″ N, 9° 38′ 10″ O  | Benthe 22   | Durchmesser ca. 14 m und Höhe ca. 1 m.                                                | 28971629 | BW   |
| 52° 21′ 4″ N, 9° 38′ 9″ O   | Benthe 23   | Durchmesser ca. 18 m und Höhe ca. 1,5 m. Fahrzeugspuren.                              | 28971627 | BW   |
| 52° 21′ 4″ N, 9° 38′ 9″ O   | Benthe 24   | Größe ca. 18 m × 10 m. Alte Eingrabungen.                                             | 28971631 | BW   |
| 52° 21′ 3″ N, 9° 38′ 6″ O   | Benthe 25   | Durchmesser ca. 12 m und Höhe ca. 1,1 m. Frischer Kopfstich, ca. 1 × 1 m, 0,5 m tief. | 28971530 | BW   |
| 52° 20′ 59″ N, 9° 37′ 55″ O | Benthe 30   | Durchmesser ca. 20 m und Höhe ca. 1,8 m.                                              | 28971630 | BW   |
| 52° 20′ 58″ N, 9° 37′ 51″ O | Benthe 31   | Durchmesser ca. 20 m und Höhe ca. 1,8 m.                                              | 28971526 | BW   |
| 52° 21′ 3″ N, 9° 38′ 4″ O   | Benthe 44   | Durchmesser ca. 15 m und Höhe ca. 1,3 m. Kleine Kuppenmulde.                          | 28976476 | BW   |

### Weitere Bodendenkmale
| Lage                        | Bezeichnung          | Beschreibung                                                                      | ID       | Bild |
| --------------------------- | -------------------- | --------------------------------------------------------------------------------- | -------- | ---- |
| 52° 21′ 10″ N, 9° 38′ 29″ O | Benthe 26, Grabhügel | Durchmesser ca. 10 m und Höhe ca. 0,54 m. Stark verflacht.                        | 28971633 |      |
| 52° 21′ 12″ N, 9° 38′ 32″ O | Benthe 27, Grabhügel | Durchmesser ca. 12 m und Höhe ca. 0,5 m. Annähernd rund. Ränder flach auslaufend. | 28972571 |      |
| 52° 21′ 17″ N, 9° 38′ 12″ O | Benthe 33, Grabhügel | Durchmesser ca. 14 m und Höhe ca. 0,6 m.                                          | 28971637 | BW   |